# All Summer Long
Az All Summer Long a Beach Boys hatodik nagylemeze, s a második 1964-ben kiadott albumuk. A Beatles vezette brit invázió tetőfokán rögzített album jelentős fordulópontot jelentett a Beach Boys és a dalszerző Brian Wilson karrierjében.
1964 februárjának elején Wilson megszállottként kezdett új dalokat írni, s alig néhány hét leforgása alatt olyan jövőbeli klasszikusokkal állt elő, mint az „I Get Around”, az „All Summer Long", a „Wendy”, vagy a „Girls On The Beach”. A Beach Boys kénytelen volt felvenni Brian tempóját, amikor a végtelen stúdióüléseken vezetőjük kérésére újra és újra fel kellett énekelniük a mind bonyolultabbá váló vokálharmóniákat, amíg Wilson tökéletesnek nem találta azokat. Ezek a vokálok a már korábban, stúdiózenészekkel rögzített instrumentális felvételekre kerültek, melyek producere és hangszerelője az ekkor még mindig csak 21 éves Brian volt.
Az album megjelenését az „I Get Around” kislemez kiadása előzte meg, Wilson addigi legelőremutatóbb produkciója, a zenekar első amerikai listavezetője, és első brit top 10-es daluk, mely meggyőzően bizonyította, hogy Brian készen áll a Beatles kihívására.
A júliusban kiadott All Summer Long villámgyorsan aranylemezzé vált, és a 4. helyig jutott, noha az Egyesült Királyságban meglepő módon nem került fel a listára (a szigetországban a Beach Boys csak 1966 elején vált igazán népszerűvé). Az album mindenki számára világossá tette: a Beach Boys nem volt többé szörf- vagy hot rod-zenekar, új dalaik komplexebben foglalták össze a dél-kaliforniai életérzést: a lányokat, a tengerpartot, a napfényt, az autókat – mindent. Az előző lemezek töltelékszámai néhány kivételtől eltekintve eltűntek, a „szövegelős” „Our Favorite Recording Sessions”-t és a „Carl's Big Chance”-t (a zenekar utolsó instrumentális szörfszámát) leszámítva az All Summer Long hemzseg az új ötletektől, Brian ambíciójától, és ami a legfontosabb, hibátlan popdaloktól. Az egyenetlen Shut Down Volume 2 után a Beach Boys ismét remek formában tért vissza.
Az LP felvételei alatt jelentős változás történt a zenekar belső struktúrájában. Miután több mint két éven át tűrte apja és menedzsere, Murry Wilson elviselhetetlenül agresszív és önkényes viselkedését, az I Get Around áprilisi felvételei során Brian kirúgta apját, aki mély depresszióba esett, és hetekig nem kelt ki az ágyából.
A Beatles tagjai öntudatlanul olyan kihívást jelentettek Brian számára, melynek hatására a korábbiaknál is keményebb munkára kényszerítette magát, s célja nem csupán az volt, hogy felülmúlja saját korábbi teljesítményét: mindenki korábbi teljesítményét felül akarta múlni. Az All Summer Long jelenti Brian Wilson karrierje legtermékenyebb és legizgalmasabb korszakának kezdetét, amely három évvel később ért tragikus véget, de időközben visszavonhatatlanul megváltoztatta és magasabb szintre emelte a popzenét.

## Az album dalai
Az összes dal szerzője Brian Wilson/Mike Love, kivéve ahol jelölve van.. 
| 1. | "I Get Around"                             | Brian Wilson/Mike Love | 2:12 |
| 2. | "All Summer Long"                          | Mike                   | 2:06 |
| 3. | "Hushabye" (Doc Pomus/Mort Shuman)         | B. Wilson              | 2:40 |
| 4. | "Little Honda"                             | Mike                   | 1:52 |
| 5. | "We’ll Run Away" (Brian Wilson/Gary Usher) | B. Wilson              | 2:00 |
| 6. | "Carl's Big Chance" (B.Wilson/Carl Wilson) | Love/B. Wilson         | 2:25 |

| 1. | "Wendy"                                                                          | B. Wilson/Mike                                           | 2:16 |
| 2. | "Do You Remember?"                                                               | B. Wilson/Mike                                           | 1:37 |
| 3. | "Girls On The Beach" (Brian Wilson)                                              | B. Wilson/Dennis Wilson                                  | 2:24 |
| 4. | "Drive-In"                                                                       | Mike                                                     | 1:51 |
| 5. | "Our Favorite Recording Sessions" (B.Wilson/D. Wilson/C. Wilson/Mike/Al Jardine) | Nem zeneszám, az együttes valamennyi tagja közreműködik. | 1:59 |
| 6. | "Don’t Back Down"                                                                | B. Wilson/Mike                                           | 1:44 |

### Kislemezek
- "I Get Around"/"Don’t Worry Baby" (Capitol 5174), 1964. május 23. US #1; UK #7 ("Don't Worry Baby" US #24)
  - Az All Summer Long jelenleg egy CD-n kapható a Little Deuce Coupe-pal, 1963–64-ben felvett, korábban kiadatlan bónuszdalokkal kiegészítve.
  - Az All Summer Long (Capitol (S) T 2110) a 4. helyig jutott az Amerikai Egyesült Államokban, 49 hetet töltött a listán.